# Aloara di Capua
Aloara di Capua (... – 992) vedova di Pandolfo Testadiferro, principe di Capua e Benevento, governò i suoi domini con grande abilità .

## Biografia
Nel 969 suo marito, Pandolfo Testadiferro fu catturato nella Battaglia di Bovino dai bizantini.
Lo strategos di Bari, Eugenius, catturò Avellino ed assediò Capua e poi Benevento. 
Aloara con l'Arcivescovo di Benevento Landolfo I, governarono la città per difenderla dai bizantini.

### I figli
Suo marito morì a Capua nel 981 lasciando Aloara con cinque figli:
- Landolfo IV, ereditò dal padre il titolo di principe di Capua e Benevento;
- Pandolfo, principe di Salerno;
- Atenolfo, che ebbe il titolo di conte ed anche di marchese, forse di Camerino;
- Landenolfo ereditò dal fratello Landolfo il titolo di principe di Capua;
- Laidolfo ereditò il titolo dal fratello Landenolfo[2].

### La reggenza
Landolfo IV perì nella Battaglia di Capo Colonna del 982, combattendo per l'imperatore contro i Bizantini ed i Saraceni. 
Suo fratello Landenolfo gli succedette ma, poiché era molto giovane, l'imperatore Ottone I lo nominò principe di Capua congiuntamente con la madre Aloara, che lo avrebbe affiancato nel governo per tutta la sua vita. 
Questo decreto fu confermato anche da Teofano, vedova di Ottone II e reggente durante la minore età di Ottone III. 
Aloara governò dal 982 con grande saggezza e coraggio.

### Il fratricidio
Landenolfo fu assassinato da un complotto dei suo parenti, nel 993; gli succedette suo fratello Laidolfo, che però fu deposto dall'imperatore Otto III, nel 999, per aver avuto parte nella morte del fratello.

### La profezia
Cesare Baronio racconta che San Nilo da Rossano profetizzò ad Aloara che, come punizione per l'assassinio dei nipoti di suo marito (che lei aveva messo a morte per paura che potessero interferire con i diritti dei suoi figli) la sua progenie non avrebbe regnato su Capua; una profezia che fu confermata dagli eventi.